# Белиш
Белиш е село в Северна България. То се намира в община Троян, област Ловеч.
Белиш е село в Северна България и съществува над 400 години. Намира се в подножието на Стара Планина. От община Троян, област Ловеч. е на 3,5 км (10 км от най-далечната махала). В близост е и прочутият Троянски манастир.
Землище е 29.289 km² . Намира се на 578 м надморска височина в Белиш са родени Христо Радевски (1903 – 1996) – български поет, публицист, мемоарист и проф. д-р и.н. Минко Минков (1928 – 2005) – български икономист, социолог и демограф
Състои се от Махалите – Селището, Нова махала, Ангелска, Марковска и Маргатина, които са на големи разстояния една от друга. Преди години е имало над 40 махали, които са били носили името на белишки родове. Например – Ковашката, Радевска идр.
На запад селото граничи с река Осъм, на север – със селата Добродан и Врабево, на изток – Дебнево и Гумощник. Орешак и Патрешко са на юг от Белиш. През 1993 година е имало 320 жители и 420 жилищни сгради.

## История
В районът на с. Белиш са открити дарове от тракийско могилно погребение, 8 – 7 в. пр.н.е., експонати на Националния исторически музей, София. Крепостта при с. Белиш, област Ловеч се намира на 3 км северозападно от селото. Разположена е на най-крайния западен връх, издигащ се на север от селото, точно над река Осъм.

## Население
Численост и дял на етническите групи според преброяването на населението през 2011 г.:
|                     | Численост | Дял (в %) |
| Общо                | 218       | 100,00    |
| Българи             | 206       | 94,49     |
| Турци               | 9         | 4,12      |
| Цигани              | 0         | 0,00      |
| Други               | 0         | 0,00      |
| Не се самоопределят | 0         | 0,00      |
| Неотговорили        | 0         | 0,00      |

## Религии
Източноправославно Християнство

## Личности
- Пенко Герганов (р. 1923), български политик от БКП
- Христо Радевски (1903 – 1996) – български поет, публицист, мемоарист

проф. д-р и.н. Минко Минков (1928 – 2005) – български икономист, социолог и демограф